# 普布觉日追
普布觉日追（藏語：ཕུར་བུ་ལྕོག་རི་ཁྲོད།，威利转写：Phur bu lcog ri khrod），位于西藏自治区拉萨市城关区纳金乡夺底路，是一座藏传佛教格鲁派寺院。

## 简介
普布觉日追位于拉萨市城区以北、色拉寺后山东北侧的山包上。相传，印度祖师达洽（12世纪时人）的金刚橛（即三棱金刚杵）飞到西藏世，便降落在该山包上，后来此山包遂称“普布觉”。藏语“普布”意为“金刚橛”，“觉”意为“角落”，指这一隆起的小山包角落。佛教信徒将这个飞来的金刚橛供奉在色拉寺内，藏历每年12月27日才准许人们到色拉吉扎仓朝拜这个金刚橛，称为“蒲杰”，成为宗教节日活动。

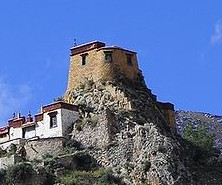
普布觉日追的三怙主殿，位于普布觉日追的最高处

普布觉日追是由阿旺降巴于1744年获颇罗鼐资助而兴修建。阿旺降巴（1682年－1762年）原为一位贫穷的僧人，因为学习勤奋，后成为高僧。他的上师格勒嘉措是六世达赖仓央嘉措之师；他的弟子耶协坚赞是七世达赖格桑嘉措的上师。七世达赖的经师阿旺乔丹和阿旺降巴的老师都是塘萨巴·欧珠嘉措，故同属格鲁派密宗传承的温萨系统。因此1744年颇罗鼐才当他的施主，帮助建普布觉日追，阿旺降巴出任该寺住持。
阿旺降巴圆寂后，其转世活佛继承了普布觉日追的法座。三世班禅白丹耶协也是阿旺降巴的弟子，为阿旺降巴创作了《普布觉阿旺降巴活佛传》。1808年（清朝嘉庆十三年），在西藏僧俗联名向清朝朝廷奏请“第九辈逹赖喇嘛免于金瓶掣签”的奏折中，有“降巴呼图克图”的名字，据说此人便是阿旺降巴转世成的第二世活佛（生于1763年3月）。可见此时，普布觉日追的活佛已有“呼图克图”的称号，但名位不及四大摄政活佛。降巴呼图克图的后一辈洛桑楚臣强巴嘉措（1825年－1901年）曾任十二世达赖成烈嘉措（1856年－1875年）的副经师，当时十二世达赖尚年幼，故他和钦饶旺秋共同辅助达赖，钦饶旺秋代理政务，他主管达赖学经之事；他还曾任八世班禅的戒师，十三世达赖土登嘉措（1876年－1933年）的副经师、正经师和戒师。故普布觉日追虽然规模很小，但当时活佛的政治地位很高。
2012年，拉萨市城关区按照“租、买、建”的原则，先后完成了小昭寺、曲桑日追、仓姑寺等11座寺庙管委会、派出所、警务室的项目选址调研。2012年内，格日寺、乃古东日追、米琼日寺、曲桑日追、普布觉日追、仓姑寺6座寺庙项目完成了选址及方案设计。